# Tomba Galeotti
La Tomba Galeotti   est une tombe étrusque proche de la ville de Chiusi, dans la province de Sienne en Toscane, à la limite de l'Ombrie et est située à 5 km environ de sa frazione de Gragnano.

## Description
La Tombe Galeotti a été découverte au cours du XIXe siècle et appartient au milieu de la  période hellénistique de la civilisation étrusque de Chiusi (IIe siècle av. J.-C.) comme sa voisine la Tomba del Granduca.

## Sources
- (it) Cet article est partiellement ou en totalité issu de l’article de Wikipédia en italien intitulé « Tomba Galeotti » (voir la liste des auteurs).